# زينب (فلم 1952)
زينب هو فيلم مصري عرض عام 1952، بطولة راقية إبراهيم ويحيى شاهين وفريد شوقي، ومن إخراج محمد كريم، الفيلم مأخوذ عن رواية زينب للكاتب محمد حسين هيكل ويعتبر إعادة إنتاج لفيلم زينب الذي تم إنتاجه عام 1930 بطولة بهيجة حافظ.

## قصة الفيلم
في بدايات القرن العشرين، تعيش (زينب) الفلاحة قصة حب مع (إبراهيم) الخولي الذي يعمل في عزبة الباشا. يقف والدها في طريق هذا الحب، ويصمم على زواجها من (حسن) الشاب الثري. يُستدعى (إبراهيم) إلى الجهادية فيسافر ويترك القرية، ويخيم الحزن على حياة (زينب) التي تصاب بمرض الدرن، وترفض أسرة (حسن) علاجها. يعود (إبراهيم) من الجهادية، ويتألم لحالها ويحاول مساعدتها.

## طاقم التمثيل
- راقية إبراهيم: (زينب)
- يحيى شاهين: (إبراهيم)
- فريد شوقي: (حسن)
- عبد الوارث عسر: (سلامة)
- السيد بدير: (الحاج خليل)
- فردوس محمد: (والدة زينب)
- سليمان نجيب: (حامد بك)
- حسين عسر: (إمام الحناوى)
- سعاد أحمد: (والدة حسن)
- سناء جميل: (مسعودة)
- شهرزاد
- وداد حمدي
- نعيمة وصفي
- سلوى سامي: (فاطمة)
- ناجي مصطفى: (محمد)
- ثريا سالم

## فريق العمل
- إخراج: محمد كريم
- قصة: محمد حسين هيكل
- سيناريو وحوار: محمد كريم
- تصوير: فيري فاركاش، عبد الحليم نصر، محمود نصر، سامي بريل
- مونتاج: عطية عبده
- موسيقى تصويرية: إبراهيم حجاج
- إنتاج: نحّاس فيلم
- توزيع: نحّاس فيلم
- تأليف الأغاني: حسين السيد
- ألحان الأغاني: محمود الشريف